# Uzzano
Uzzano är en kommun i provinsen Pistoia i regionen Toscana i Italien. Kommunen hade 5 669 invånare (2018).